# Esporte Clube Pinheiros
O Esporte Clube Pinheiros é um clube social, esportivo e recreativo brasileiro da cidade de São Paulo. Fundado como Sport Club Germania, teve que mudar seu nome por determinação do governo durante a Segunda Guerra Mundial.
Fundado em 1899 com uma área de 170 mil m², sendo 80 mil m² de área verde, o Pinheiros é o maior clube poliesportivo da América Latina, além de ser um dos maiores campeões em diversas modalidades esportivas, sendo responsável por 12 medalhas olímpicas brasileiras.
Formador e mantenedor de atletas de alto nível, o Pinheiros também busca a excelência no esporte, cultura e lazer para os seus mais de 38 mil associados. Diariamente, uma programação de eventos esportivos, sociais e culturais está à disposição de associados de todas as idades, como cinema, shows, peças de teatro, exposições, palestras. 

## História

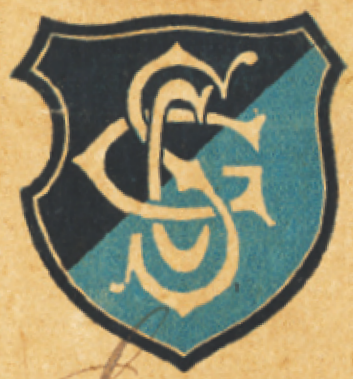
Escudo do SC Germânia 1909.

Surge em São Paulo, em 7 de Setembro de 1899 o Sport Club Germania, que somente quatro décadas mais tarde, em 1942, viria a se transformar no Esporte Clube Pinheiros. Nasceu como um dos primeiros times de futebol da cidade, fruto da dedicação de alguns jovens de origem alemã. Seu fundador, Hans Nobiling, que havia praticado aquele esporte no Sport-Club Germania de Hamburgo e tinha o sonho de difundi-lo mundo afora. Quando aqui desembarcou com vinte anos de idade, em 1897, o jovem Nobiling trazia modelos de estatutos de clubes europeus, bolas e vários artefatos esportivos, além de uniformes com as cores de seu time natal: azul e preto. Pouco conhecido, o futebol era praticado por aqui apenas entre os membros da colônia inglesa. Nobiling foi importante para sua difusão. O Germania participou juntamente com o Sport Club Internacional, o São Paulo Athletic Club, o Club Athletico Paulistano e o Mackenzie College da fundação em 1901 da Liga Paulista de Futebol, e, posteriormente, da Liga Paulista de Tênis e da Federação Paulista de Atletismo entre outras, desempenhando papel destacado na história destas instituições. O Tênis, o Atletismo, a Natação e o Remo estiveram presentes desde o início no Germania, diversificando a prática recreativa que aos poucos foi se tornando mais competitiva e à medida que o clube formava seus atletas, difundia o espírito olímpico para a cultura da cidade.

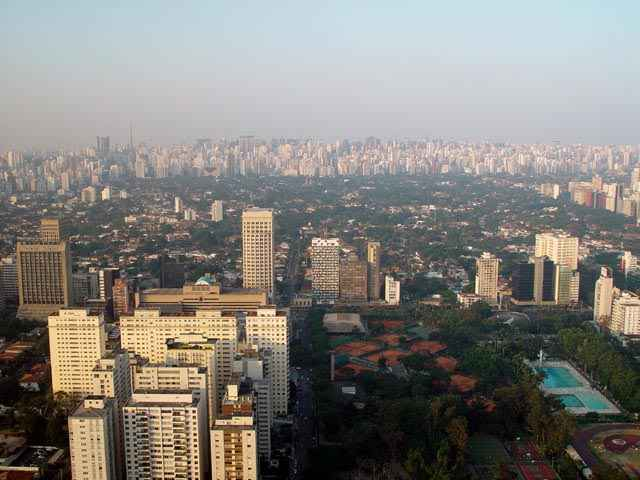
Vista da área verde do Clube Pinheiros e da região dos Jardins.

O Germania passou por diferentes bairros da capital, até que em 1920, encontrou sua sede definitiva: cem mil metros quadrados na "Chácara Itaim", às margens do rio Pinheiros. A primeira edificação da nova área foi a Casa dos Barcos, erguida em 1921. O privilegiado endereço permitia o exercício do remo e da natação, esta praticada em cochos de madeira às margens do rio até 1933, quando foi inaugurada sua piscina olímpica, primeira de São Paulo. Muitos esportes já haviam de desenvolvido no Clube nessa época, reforçando sua tradição de clube poliesportivo. Hockey, saltos ornamentais, tiro, handebol, esgrima, ginástica eram algumas das modalidades praticadas. O Germania com seu espírito inovador, também foi arrojado quanto ao estímulo do esporte feminino. Em 1929 organizou a Primeira Competição de Atletismo Feminino do Brasil, onde o pequeno número de clubes participantes demonstrava seu avanço em relação a seus contemporâneos.  
A promoção da prática esportiva entre as crianças e jovens sempre foi prioritária. Nos anos de 1940 foram famosas as olimpíadas infantis, onde inúmeras escolas de São Paulo participavam. Mas desde os primeiros tempos eram ensinados os princípios da natação, do futebol e do atletismo para as novas gerações.
Com a Segunda Guerra Mundial, os clubes de origem alemã tiveram que se nacionalizar, e o Germania renasceu como Pinheiros. Já em 1945, o herdeiro das tradições pioneiras, inaugurava a primeira escola infantil em uma praça de esportes, que se tornou modelo para as demais agremiações.
Os anos de 1970 constituíram o período desenvolvimentista, com a construção da nova pista de atletismo, da garagem subterrânea, dos novos conjuntos arquitetônicos como o Centro Administrativo, Centro Recreativo e Cultural, e o Centro Esportivo, que inaugurado em 1984 foi fundamental para a prática e a vivência de nossos atletas. Um ano antes havia sido aberta ao público, a piscina coberta que permitiu aos nadadores o prosseguimento dos treinos em qualquer época do ano.
Em 2008, com 109 anos, possuía 170 mil metros quadrados e fica localizado em um importante bairro de São Paulo, o Jardim Europa. Tem muitas árvores, verde e espaço de lazer para seus associados. Em matéria desportiva, destacam-se seus atletas da natação, que frequentemente representam o Brasil em Jogos Pan-Americanos e nas Olimpíadas, e atualmente seus times de vôlei profissional (masculino e feminino), bem como basquete profissional masculino, no âmbito paulista e brasileiro.
Em meio à Pandemia de COVID-19 de 2020, o clube suspendeu suas  atividades temporariamente, reduziu em 16% a mensalidade de seus associados, deixou seu salão de festas disponível para autoridades de saúde e promoveu uma campanha para vacinação contra gripe influenza em seu estacionamento, utilizando um sistema onde o associado não precisava sair de seu carro para receber uma dose da vacina. O clube também dispensou antecipadamente seu time de basquete profissional masculino durante a pandemia, rescidindo os contratos dos jogadores com um mês de antecedência.
Um passo importante na preservação e divulgação da história do clube foi a fundação do Centro Pró-Memória Hans Nobiling, em 1991, que conta com um espaço expositivo permanente, reserva técnica, atendimento a pesquisadores e acervo disponível no site do clube.
Centenas de atletas do Pinheiros já participaram de Olimpíadas desde 1932, sendo que oito esportistas pinheirenses subiram ao pódio olímpico: 
Manoel do Santos Junior em 1960, 1ª medalha olímpica pinheirense - Bronze - 100 m nado livre.
João Carlos de Oliveira em 1976 - Bronze - salto triplo (16,90 m)
Douglas Vieira em  1984 - Prata / meio-pesado no Judô
Gustavo Borges em 1992 - Prata - 100 m nado livre / Tempo: 49" 43  1996 - Bronze / 100 m livre / Tempo 00:49:02 Prata  / 200 m nado livre / Tempo: 01:48:08
Leandro Guilheiro - Judô – bronze/ 2008 – /Categoria Até 73 kg
Cesar Cielo - Natação   - bronze / 100 m livre - bronze (47s67) Ouro/ 50 m livre (21s30 - RO - record olímpico)
Rafael Carlos da Silva - Judô – bronze / 2012 – Londres / Categoria peso-pesado (primeiro atleta brasileiro a conseguir uma medalha olímpica nessa categoria) 2016 - - bronze Rio de Janeiro / Categoria peso-pesado 
Arthur Nory – 2016/ Ginástica Artística – Bronze / Solo Masculino
Alison dos Santos- Atletismo -Bronze/2020(2021)/ 400m com barreiras
Willian Lima - Judô – prata / 2024 / Categoria até 66 kg
Larissa Pimenta - Judô – bronze / 2024 / Categoria até 52 kg (primeira mulher a conquistar uma medalha olímpica na história do Pinheiros) 
Beatriz Souza- Judô – ouro / 2024 / Categoria  acima de 78 kg (primeira mulher a conquistando  uma medalha de ouro Olímpica na história do Pinheiros)

## Futebol

### Sport Club Germania e o futebol paulista

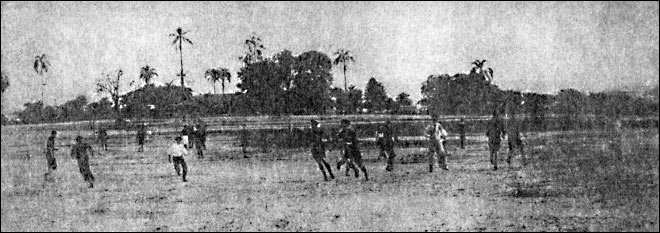
SC Germania x SC Internacional (SP) em 1899. O local foi o antigo páteo do Bom Retiro.

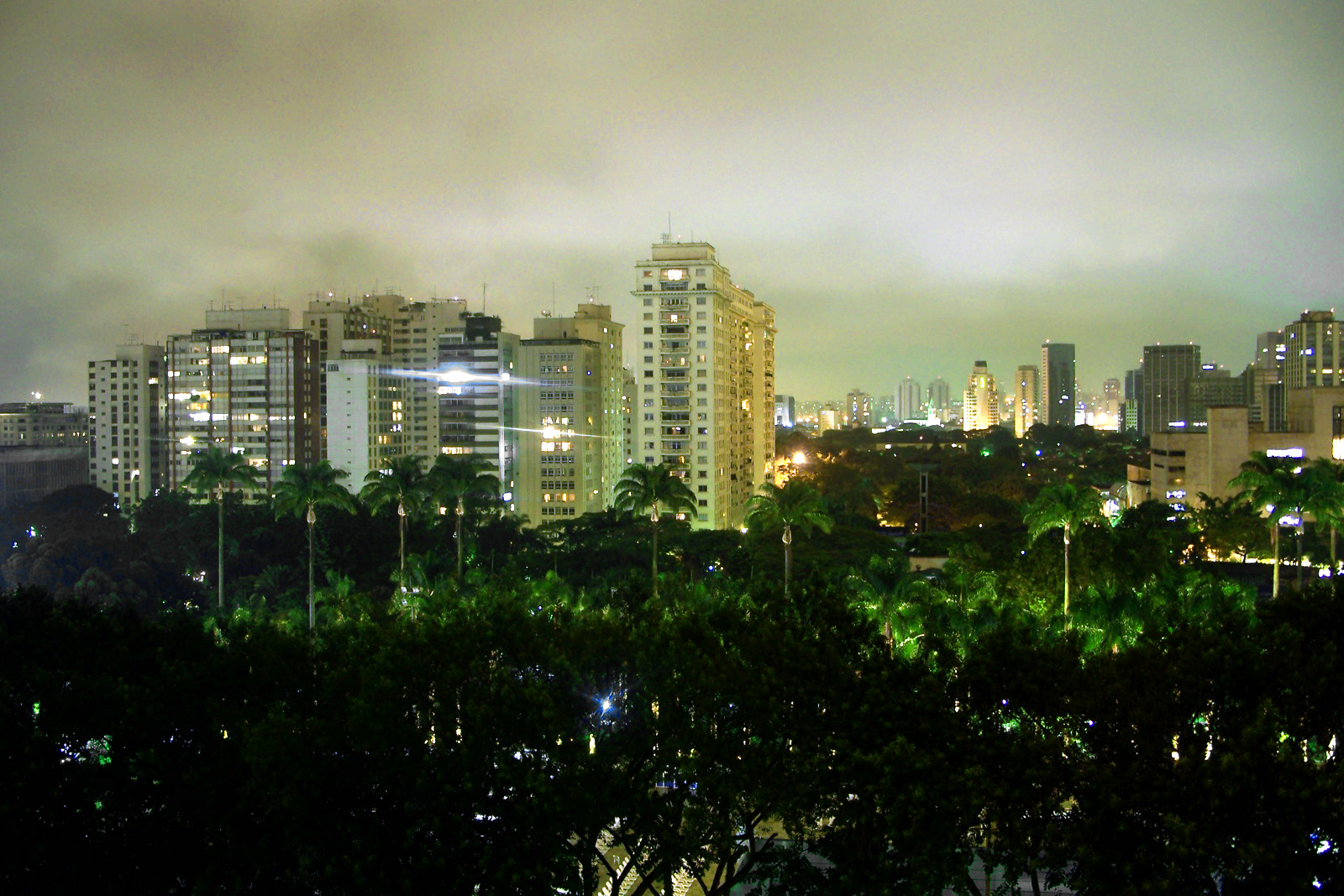
Vista da área verde do Clube Pinheiros, com a Rua Angelina Maffei Vita por trás (foto por Alexandre Giesbrecht).

Dos mais antigos clubes praticantes de futebol no Brasil, o Germania disputou o Campeonato Paulista de Futebol de 1902, o primeiro do estado e do Brasil, e quase todas as edições seguintes, com um hiato entre 1917 e 1920, até 1932, o ano anterior à profissionalização da liga.
Nos primeiros campeonatos teve classificações modestas, ficando sempre entre os últimos. Porém, a partir de 1903, passou a contar com  Hermann Friese, um alemão que, devido à sua refinada técnica e surpreendente variedade de jogadas em campo, se tornou o segundo craque da história do futebol brasileiro. Com ele, o time começou a se destacar e em 1905 terminou como vice-campeão. Em 1906 conquistou seu primeiro título, com sete vitórias e uma única derrota e ainda deixando o desafeto Internacional com o vice.
Depois do vice-campeonato de 1908, só voltou a se destacar com a conquista do campeonato de 1915, porém em um torneio esvaziado, organizado pela Liga Paulista de Foot-Ball, com apenas o Internacional como time de renome. Paulistano, A.A. das Palmeiras, Ypiranga e São Bento estavam em outra liga.
Em 1909 ocorreu fato histórico para o Germania e para o futebol Brasileiro: a estreia de Arthur Friedenreich, filho de alemão, foi pelo clube.
Em 1916 o Germania abandonou o campeonato da liga, só voltando a disputar o Paulistão em 1921, terminando em último. Após muitas campanhas apagadas, só voltaria a ser vice-campeão em 1926, no campeonato organizado pela Liga dos Amadores de Futebol, com a participação exclusiva de clubes pró-amadorismo.
Em 1931 ficou na última posição entre os catorze disputantes, e em 1932 numa honrosa quarta posição. No ano seguinte, com o advento do profissionalismo no futebol paulista, o Germania abandonou a disputa do Paulistão em definitivo.

## Atletismo

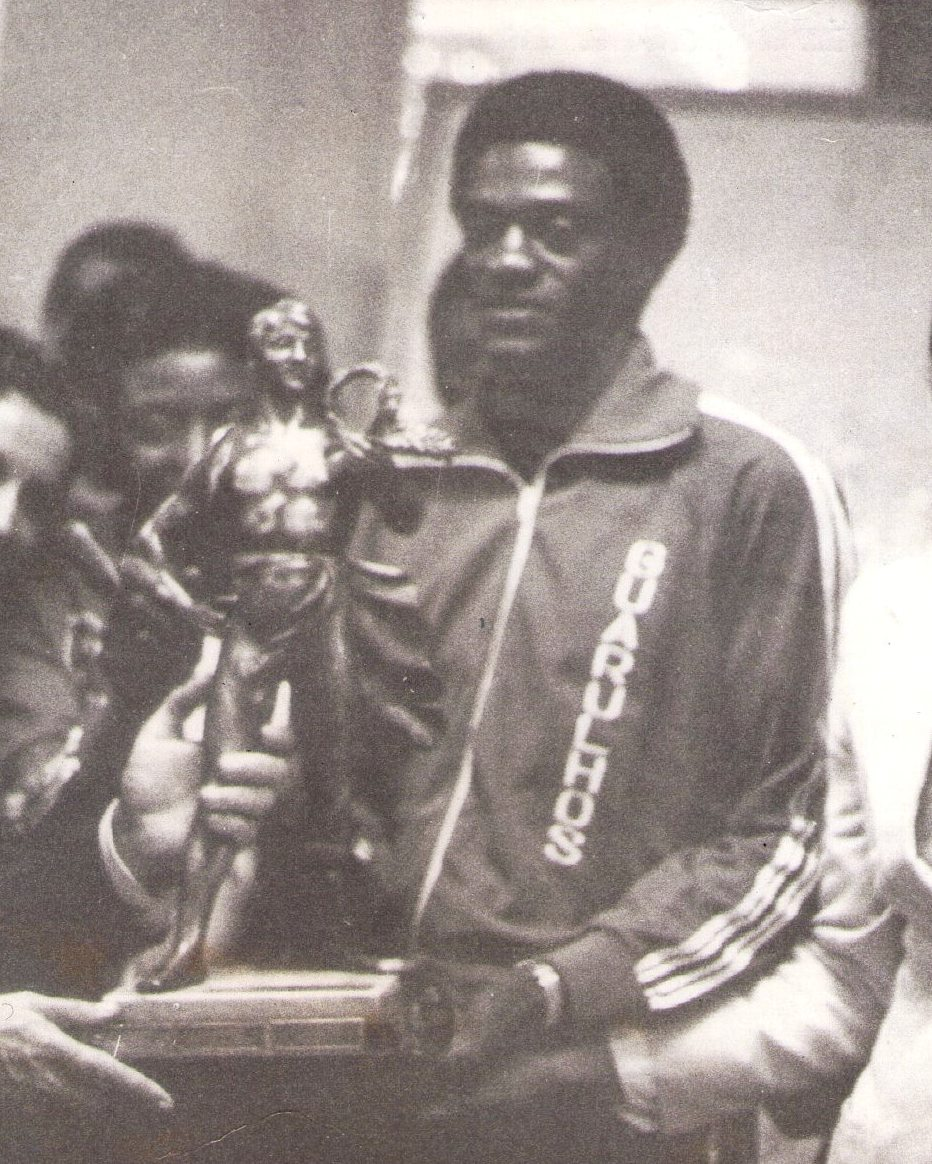
João Carlos de Oliveira, o João do Pulo

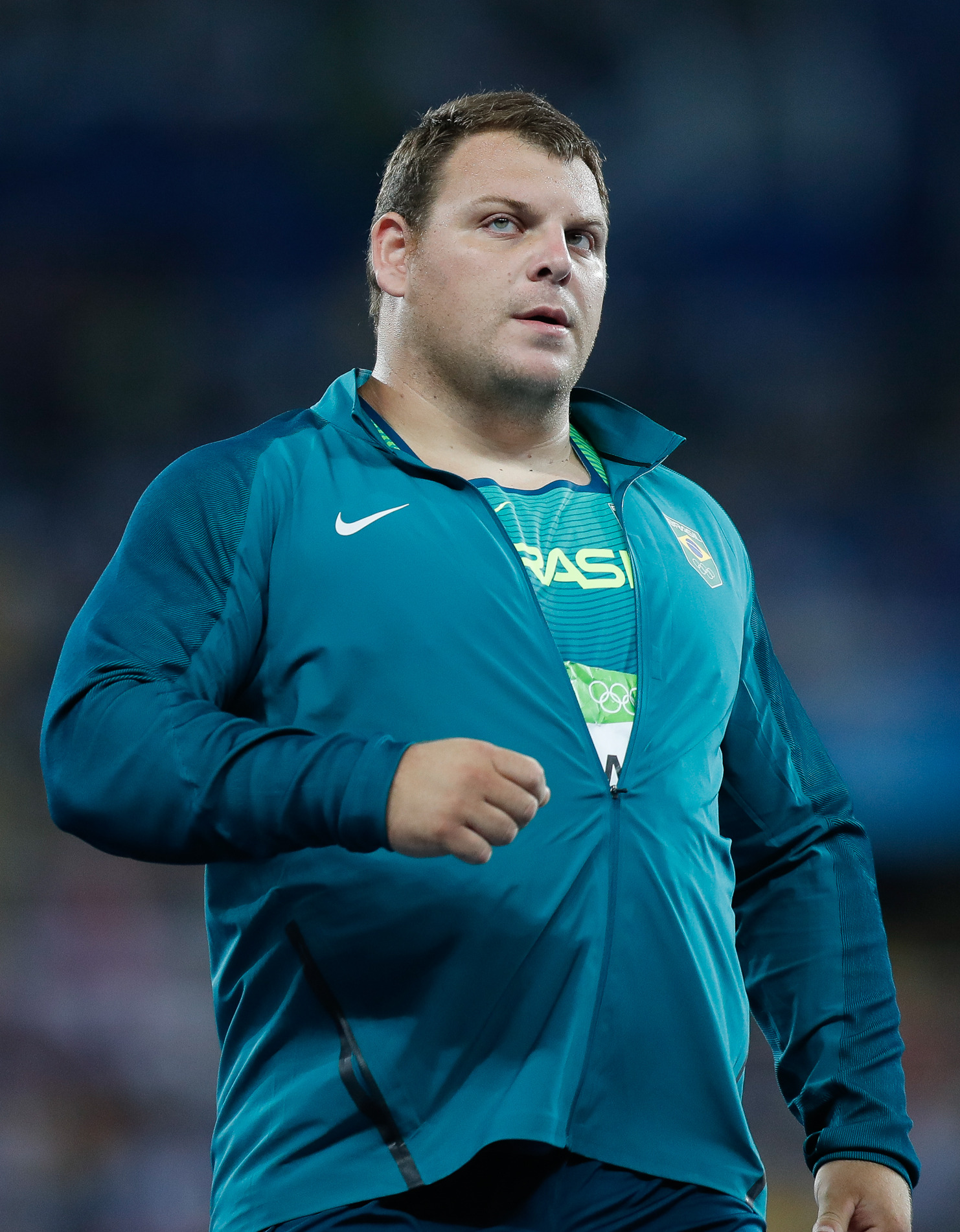
Darlan Romani durante os jogos olímpicos Rio 2016

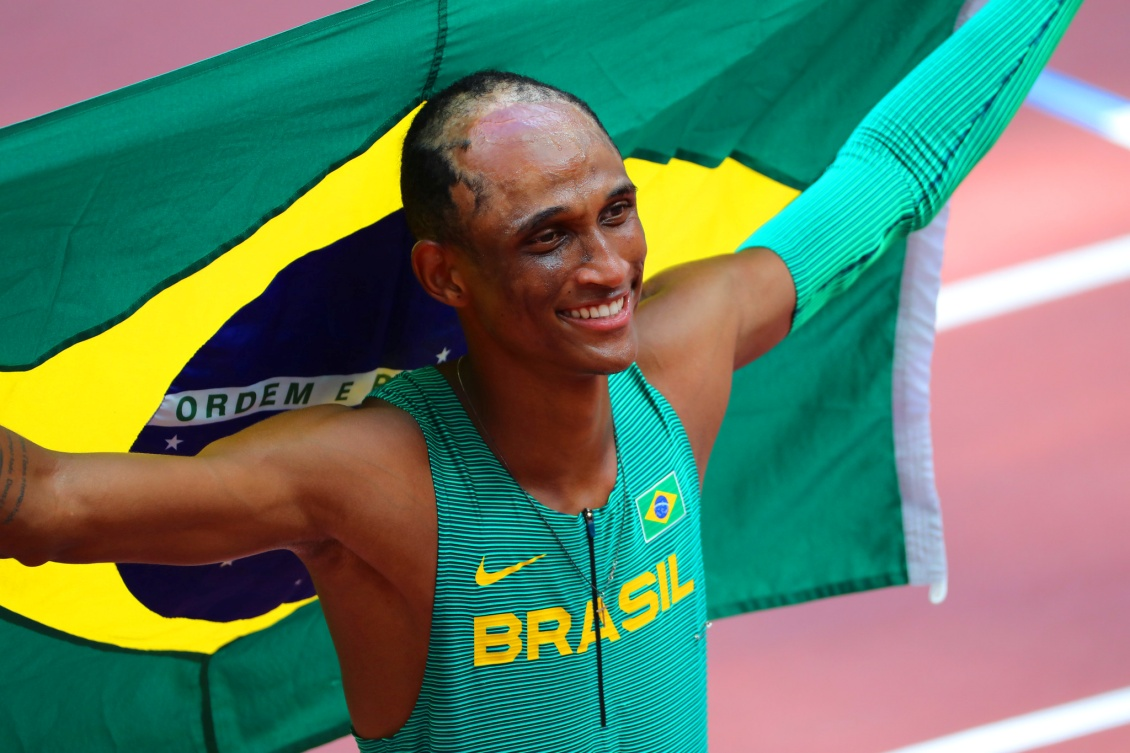
Alison dos Santos comemorando a conquista da medalha de bronze nos jogos olímpicos Tokyo 2020

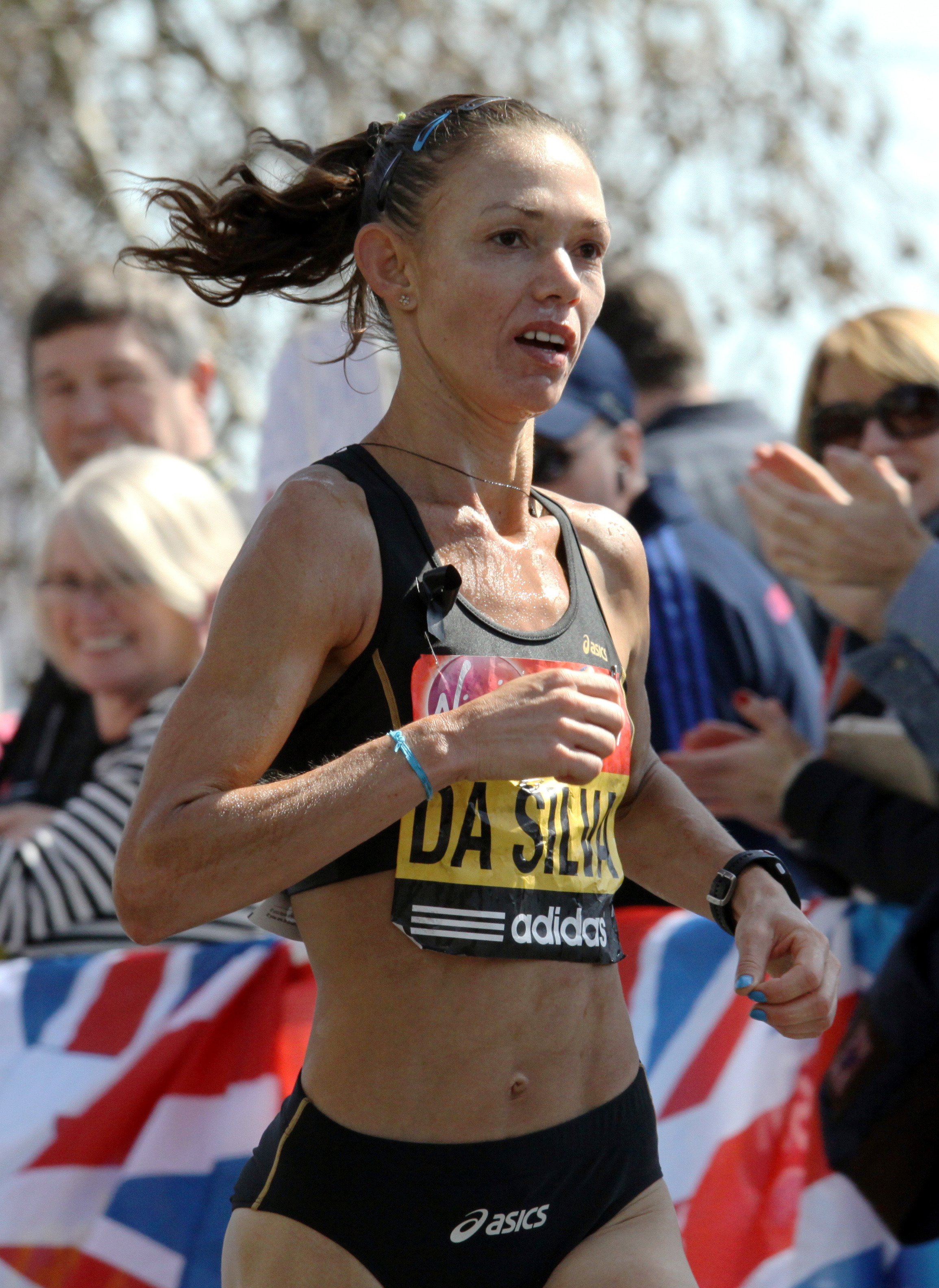
Adriana Aparecida participando da maratona de Londres em 2013

O primeiro evento interno de atletismo no Germania aconteceu na forma de um pentatlo, em 8 de abril de 1900, e se compunha de chute da bola de futebol à distância, arremesso de rocha, corrida de 80 metros, salto em distância e arremesso da bola de críquete. Ao lado dos torneios internos que foram tomando regularidade mensal, há registros de excursões feitas a pé, como o passeio até a cidade de Cubatão através da Estrada Velha de Santos empreendido em 1902. Em 1903, chegou Hermann Friese — o fenômeno futebolístico e atleta completo —, que venceu a quase totalidade das provas de atletismo da época. Em maio de 1907, nos Jogos Olímpicos Internacionais em Montevidéu, Friese foi o único representante brasileiro, inscrevendo-se em várias provas, obtendo dois primeiros lugares e um segundo.
Em 1922, o Germania realizou a primeira corrida de revezamento de 100, 200, 400 e 800 metros. Até 1924, o atletismo, assim como o tênis, era patrocinado pela Associação Paulista de Esportes Atléticos. O Germania, o Paulistano e o Tietê se reuniram para fundar a Federação Paulista de Atletismo. A condição de fundadores da federação foi estendida também ao Santos Futebol Clube, ao Palestra-Itália e ao Clube Esperia.
Em 1926, o Germania inaugurou sua primeira pista de atletismo. Um grande feito atlético marcou o ano de 1929. O Germania venceu a disputa da Taça Dr. Álvaro de Oliveira Ribeiro, no revezamento 4 x 4OO metros. Este feito foi repetido no ano de 1931. A Taça foi definitivamente conquistada em 1967, fazendo parte do acervo do Centro Pró-Memória Hans Nobiling. Fatos como esses geraram atletas extraordinários como Lúcio de Castro, Ícaro de Castro Mello, Clara Müller, os irmãos Rehder, Lilly Richter, Ursula Henel, Maria José, Karl Staebler, Paeta, H. Harling, Dietrich Gerner, F. Sandor, F. Stingelin entre outros, que alcançaram marcas internacionais.
A participação feminina na modalidade tem sua estreia em 06/07/1930 quando a pista do S.C. Germania abre espaço para a 1ª Competição Atlética Feminina de que se tem notícia no Brasil. Somente em 08/02/1931 acontece a 1ª Competição Oficial Feminina de Atletismo sendo ambos os torneios disputados entre o Sport Club Germania e o Deutscher Wassersport Verein. Ao final dos anos 1930, o atletismo do Germania contava com uma das mais fortes e equipes da América do Sul. Com uma turma de 70 atletas, obtiveram quase todos os recordes paulistas e brasileiros.  
Na década de 1970, João Carlos de Oliveira, o João do Pulo, foi atleta do Pinheiros batendo o recorde mundial de salto triplo, além de medalha de ouro no Pan de Porto Rico e conquistar medalha de bronze nas Olimpíadas de Montreal. Entre os anos de 1960 e 1970 o clube conquistava muitos pódios, com atletas como Roberto ChapChap, Valdir Barbanti, Jacques Pennewaert, Cesar Kassab, - José Rabaça, Kiyoshi Mizukawa, Jorge Timenetsky e Vera Silva, entre outros. 
João Carlos de Oliveira, o João do Pulo, conquistou a primeira  medalha olímpica pinheirense da modalidade, um bronze no salto triplo em 1976, orientado pelo técnico, também pinheirense, Pedro Henrique Camargo de Toledo.
Demais participações em olimpíadas
1980
- Paulo Roberto Correia – Atletismo

2008
- Jadel Gregório - Atletismo
- José Telles - Atletismo
- Cláudio Roberto de Castilho - técnico do atletismo
- Pedro de Toledo - técnico do atletismo

2012 - Londres
- Adriana Aparecida da Silva - atletismo
- Andressa Oliveira de Morais - atletismo
- Fabiano Peçanha - atletismo
- Franciela Krasucki - atletismo
- Geisa Rafaela Arcanjo - atletismo
- Guilherme Cobbo - atletismo
- Kleberson Davide - atletismo
- Laila Ferrer - atletismo
- Sandro Ricardo Rodrigues Viana - atletismo
- Vanda Gomes - atletismo
- Cláudio Roberto de Castilho (técnico do atletismo)
- Clodoaldo Lopes do Carmo (técnico do atletismo)

2016 - Rio de Janeiro
- Adriana Aparecida da Silva - atletismo
- Andressa Oliveira de Morais - atletismo
- Bruna Jéssica Farias - atletismo
- Eliane Martins - atletismo
- Fabiana dos Santos - atletismo
- Franciela das Graças Krasucki - atletismo
- Hederson Alves Estefani - atletismo
- Geisa Arcanjo - atletismo
- Joana Ribeiro da Costa - atletismo
- Joelma das Neves Sousa - atletismo
- João Vitor de Oliveira - atletismo
- Kauiza Moreira Venâncio - atletismo
- Kleberson Davide - atletismo
- Peterson dos Santos - atletismo
- Rosangela Santos - atletismo
- Talles Frederico Sousa Silva - atletismo
- Vanessa Chefer Spinola - atletismo
- Claudio Roberto Castilho (técnico do atletismo)
- Clodoaldo L. do Carmo (técnico do atletismo)
- Alan Fonteles - atletismo paralímpico - 1 prata
- Prata -  revezamento 4×100 m - classe T44

2020- Tóquio
- Alison dos Santos- 400m com barreiras- 1 Bronze

Considerada a modalidade mais nobre das Olimpíadas, o Atletismo conquista vários praticantes e admiradores nas três provas que compõem seu conjunto: corrida, lançamentos e saltos.
O Pinheiros tem presença histórica na modalidade e nomes consagrados como João do Pulo, Roberto Chap Chap e Jadel Gregório já defenderam as cores pinheirenses. A nova geração de ídolos conta com  Altobeli da Silva, Adriana Aparecida, Alison dos Santos e Darlan Romani . Para se ter uma ideia da força do clube, nos Jogos Olímpicos de Londres, em 2012, o Atletismo foi a maior delegação pinheirense, com oito atletas e um técnico.

### Títulos
- Penta-campeão do Troféu Brasil de Atletismo

## Basquete
O basquete teve início no clube em 1926 e em 1948 já disputou o campeonato principal. Nos anos 1950, sob a orientação do treinador Serafim Cruz, o basquete feminino foi destaque no cenário esportivo paulista e brasileiro com jogadoras que se tornaram conhecidas internacionalmente. Podemos destacar alguns nomes como Iracema Ferreira, Yolanda Ferraz (Yola), Wanda, Maria Aparecida Guimarães (Cida), Nair Kanawatti e Zilda Ulbrich, a famosa Coca, que em 1957, durante o Campeonato Mundial no Chile, foi considerada a segunda melhor jogadora do mundo.
Em 2005, o Pinheiros voltou a disputar as categorias femininas contando, em 2006, com três equipes que disputam os campeonatos oficiais da Federação. O basquete do Pinheiros tem sua força de trabalho nas categorias de base, disputando sempre todos os campeonatos  oficiais da Federação desde a categoria pré-mini até a de adultos, com a conquista de diversos títulos, mantendo também equipes fortes nos campeonatos da União de Veteranos do Brasil. 
O basquete passou por uma renovação no Brasil, e no Pinheiros não foi diferente. O clube tornou-se um dos mais tradicionais times do cenário nacional. Desde a temporada 2011/2012, quando chegou a duas finais internacionais e ao inédito título de campeão paulista, além do terceiro lugar no NBB, repetindo o feito da temporada anterior, a equipe pinheirense só cresceu. Em 2017, chegou à semifinal do NBB, depois de vencer times tradicionais da competição, como Vasco e Flamengo.
Títulos e campanhas de destaque
- Campeão da Liga das Américas: 2013
- Campeão do Campeonato Paulista: 2011
- Vice-campeão do Campeonato Mundial Interclubes: 2013
- Vice-campeão da Liga das Américas: 2014
- Vice-campeão da Liga Sul-Americana: 2011/12
- Vice-campeão do Campeonato Paulista: 2010, 2012
- Vice-campeão do Torneio Interligas: 2011, 2012

## Handebol
Um das equipes mais tradicionais do clube, participa de competições oficiais desde 1930, conquistando seu primeiro título em 1937. 
Um dos pioneiros do handebol em São Paulo foi Karl Stramm associado veterano e conselheiro que, vindo da Alemanha onde já praticava esse esporte, introduziu-o no Club Ginastica "1890", no Parque São Jorge. Com a ajuda de Josef Hollander, fundou a "Federação Paulista de Handball" e a respectiva Escola de Arbitragem. Ambas observavam as regras e regulamentos trazidos da Alemanha. 
A nova modalidade esportiva logo encontrou considerável número de adeptos. O sucesso do esporte levou Arthur Stickell, então presidente do Sport Clube Germania, a convidar Karl Stramm para organizar a seção de Handebol juntamente com Herbert Faust, Hermann Neiss e Max Theodoro Huffembalcher que passaram a integrar a primeira equipe do Clube, em 1931.
Para a prática desse esporte foi reservada uma área onde se encontra hoje a pista de atletismo. Mais tarde foi construído um campo apropriado, fechado com cercas de bambu, nos limites das ruas Iguatemi e Tucumã. 
Desde a sua introdução no clube em 1931 até o início da II Guerra Mundial, o S. C. Germania sagrou-se vencedor em quase todos os jogos dos campeonatos organizados pela Federação. Para a prática desse importante esporte foi reservada uma área onde se localiza o campo de atletismo. Em 1948 o handebol ganhou várias modificações deixando de ser um jogo de campo para passar a ser praticado em salão. 
Daí para frente, as equipes do Pinheiros se projetaram em campeonatos paulistas e brasileiros e para alegria da torcida paulista, o ano de 1972  ficaria marcado  pelo famoso empate com o clube Gummersbach da Alemanha, na ocasião uma das melhores equipes de handebol.
No Gummersbach atuava Hansi Schmidt, o maior jogador de handebol do mundo na época. O Pinheiros fez duas partidas com essa equipe: uma no Ibirapuera para um público de cerca de 20 mil pessoas onde o clube alemão saiu vencedor e uma segunda partida no Pinheiros onde o inédito empate com a maior equipe do mundo por 11 a 11 foi motivo de muito orgulho e comemoração.
O handebol do Pinheiros tem cedido atletas e técnicos inclusive para seleções olímpicas. Para as olimpíadas de 1992 em Barcelona partiram Edson Roberto Rizzo, Paulo Rogério Moratori ,Marcelo Minhoto Ferraz Sampaio e Arcílio Tavares como Técnico. Em 1996,  Atlanta,  participaram lvan Raimundo Pinheiro,  Paulo Rogério Moratore,  Marcelo Minhoto novamente e Washington Nunes Silva Junior como Assistente técnico. Em 2004, Atenas, foi a vez dos atletas Bruno Felipe Claudino de Santana e Gustavo Henrique Lopes da Silva. 
Para Pequim, 2008, foi convocado o maior número de participantes pinheirenses da modalidade: Bruno Santana, Fernando Pacheco, Guilherme Rosa, Maik Ferreira dos Santos e o fisioterapeuta Denis Mouta.
Adulto Masculino
IHF Super Globe - 5º Lugar em 2011 e 2017 
7 títulos da Liga Nacional de Handebol Masculino - 2007, 2009, 2010, 2011, 2012, 2015 e 2017 
30 títulos do Campeonato Paulista de Handebol Masculino - 1937, 1940, 1941, 1945, 1948, 1950, 1954, 1962, 1964, 1965, 1967, 1968, 1969, 1970, 1971,1972, 1974, 1977, 1981, 1991, 1996, 1997, 1998, 2002, 2006, 2009, 2010, 2014, 2016 e 2017. 
Adulto Feminino
Liga Nacional de Handebol Feminino - 2016 
Campeonato Paulista - 2018

## Natação

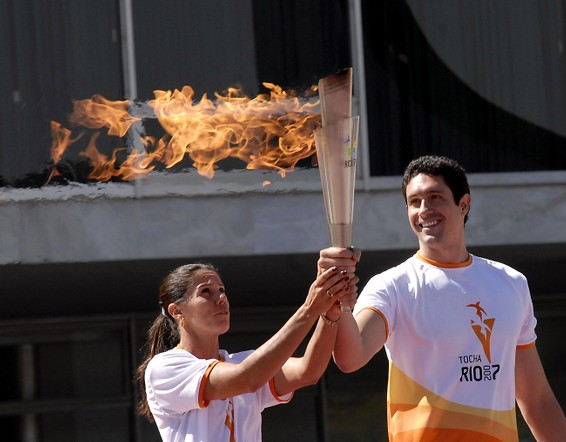
Gustavo Borges participando do revezamento da Tocha Panamericana dos jogos Rio 2007

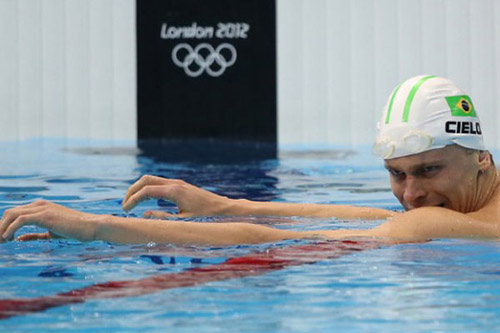
Cesar Cielo participando dos jogos olímpicos Londres 2012

Antes mesmo da compra do terreno atual em 1920, a natação já era praticada pelos associados utilizando instalações na Ponte Grande às margens do rio Tietê. 
O esporte desenvolveu-se com a instalação de cochos flutuantes no rio Pinheiros em 1921 e a inauguração da piscina em 1933, estreando no Campeonato Paulista em 1937. Durante a década de 1930, o Germania venceu cinco vezes o campeonato paulista e destacou-se nas famosas Travessias de São Paulo a nado. 
Em 1941 a equipe do Germania colocou a maioria dos nadadores na equipe brasileira, que se tornou campeã do 1º Campeonato sul-americano de natação em Viña del Mar, no Chile. José Carlos Pinto (Miúdo), Edith Groeb, Willy Otto Jordan, Lilly Richter, Hellmut von Schütz, Edith del Junco, Elsa Richter, Lieselotte Krauss, Christian von Buelau, Kan-Ichi Sato(técnico), Barthlin Grether foram alguns dos representantes do Germania que participaram da competição.
Desde então a natação pinheirense vem firmando cada vez mais uma posição destacada no cenário esportivo brasileiro e internacional.  
Manoel dos Santos iniciou as conquistas olímpicas da modalidade e do clube com uma medalha de bronze em 1960, Gustavo Borges trouxe prata em 1992 e prata e bronze em 1996.
Cesar Cielo conquistou uma medalha de bronze e uma de ouro em 2008, quando também a natação paraolímpica do Pinheiros foi bem representado por André Brasil Esteves que conquistou 4 medalhas de ouro e uma de prata.
André Brasil conseguiu ainda mais 3 medalhas de ouro e duas de prata nas paralimpíadas de 2012 e duas de prata e duas de bronze em 2016.

### Tia Rita
É uma das professoras mais antigas do Clube. Foram inúmeras as gerações que aprenderam a nadar e iniciaram suas atividades esportivas com a Tia Rita. A professora da modalidade criou sua marca e sua maneira de trabalhar e virou referência dentro e fora do Clube. Por tudo isso, em 2015, recebeu, como homenagem e reconhecimento merecidos, o anúncio da nomeação das "Escolinhas de Natação Tia Rita".

## Vôlei
Entre 1939 e 1940 a Escola de Educação Física de São Paulo, que na época era chamada Escola Superior de Educação Física, não dispunha de instalações e funcionou no Pinheiros. Foi uma colaboração que o clube deu a atual Escola de Educação Física da Universidade de São Paulo.
Existia uma quadra ao ar livre ao lado da pista de atletismo, onde foi instalada uma quadra de voleibol para a realização das aulas. O piso era muito simples, de terra batida e tinha uma área de dezoito metros por nove com uma rede no meio.
A direção do Clube resolveu abrir outra quadra, pois os associados haviam se interessado muito em praticar esse esporte aos sábados e domingos. 
Nessa mesma década a equipe feminina já alcançou destaque nos campeonatos. Entre 1949 e 1959 foram campeãs brasileiras inúmeras vezes e em 1951 foram Campeãs sul-americanas com 4 jogadoras do Pinheiros: Vera, Coca, Joana e Daice e em 1956 repetiram a dose vencendo outro sul-americano.
Em 1963 foi conquistado o pan-americano disputado no Brasil com também 4 jogadoras do Clube. Em agosto de 1978, Zilda Ulbrich (Coca), benemérita atleta do Voleibol e Basquete foi homenageada no Estádio do Pacaembu, deixando impressas as marcas de suas mãos e sua assinatura em cimento próximo à entrada do estádio.
Nos anos de 1970 tornou-se um dos mais importantes centros de formação, cedendo atletas principalmente das categorias de base para as seleções paulista e brasileira. Entre as principais conquistas do feminino estão o Campeonato Sul-americano Interclubes de Voleibol em 1970, e depois o Campeonato Paulista em 1999 e 2009.
Já o vôlei masculino foi bicampeão paulista da Divisão Especial em 2006. A modalidade trouxe ao Pinheiros várias vezes o Troféu Eficiência, consignado à agremiação que conquistou o maior número de títulos oficiais no ano desde a categoria Pré-Mirim até a categoria Adulto.

#### Títulos conquistados
- Campeonato Paulista: 2 títulos (2005 e 2006)

## Vôlei feminino
O Esporte Clube Pinheiros mantém uma equipe voleibol feminino que atua na Superliga Série A. A equipe feminina adulta, por exemplo, é a única a participar de todas as edições da Superliga, competição mais importante do País. Já as tradicionais categorias de base fornecem novos atletas para as seleções mirins e garantem o futuro da modalidade.

#### Histórico

##### Resultados obtidos nas principais competições

###### Títulos conquistados
| Continentais | Continentais             | Continentais | Continentais                        |
|              | Competição               | Títulos      | Temporadas                          |
| ------------ | ------------------------ | ------------ | ----------------------------------- |
|              | Campeonato Sul-Americano | 1            | 1970                                |
| Nacionais    |                          |              |                                     |
|              | Competição               | Títulos      | Temporadas                          |
| Brasil       | Copa Brasil              | 1            | 2015                                |
| Estaduais    |                          |              |                                     |
|              | Competição               | Títulos      | Temporadas                          |
| São Paulo    | Campeonato Paulista      | 6            | 1985, 1986, 1987, 1999, 2009 e 2010 |
| São Paulo    | Copa São Paulo           | 5            | 2014, 2015, 2017, 2018 e 2022       |
| Outros       |                          |              |                                     |
|              | Competição               | Títulos      | Temporadas                          |
| Brasil       | Salonpas Cup             | 1            | 2003                                |

## Ginástica artística

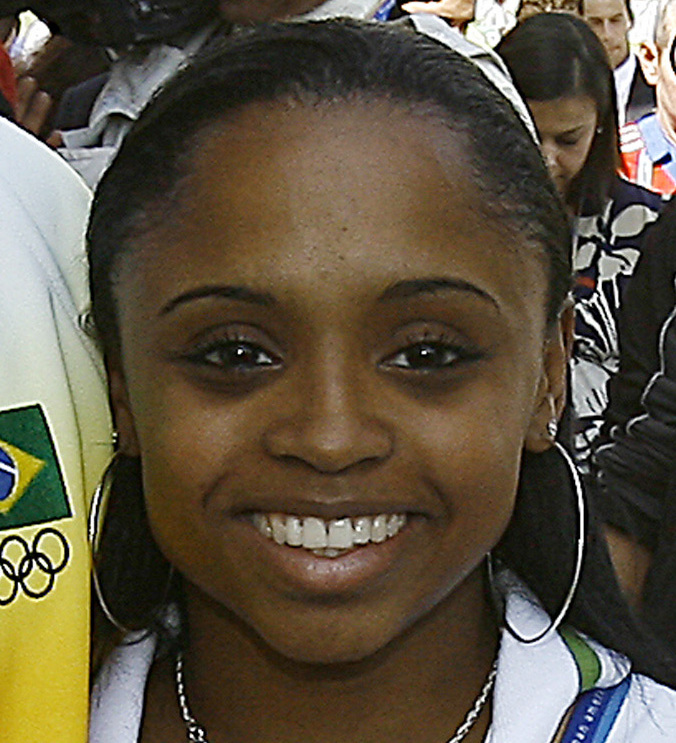
Ex ginasta Daiane dos Santos

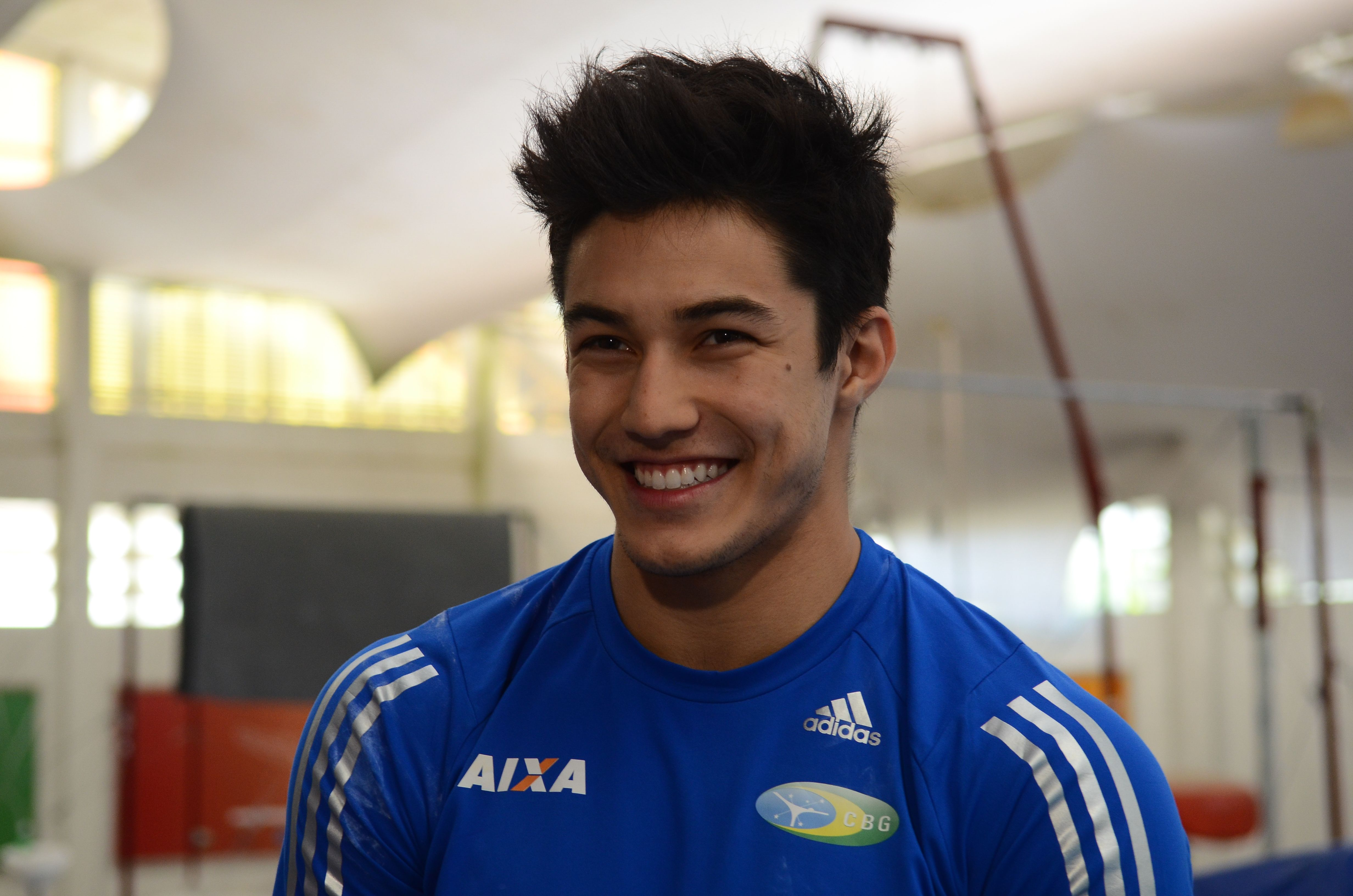
Arthur Nory em 2016

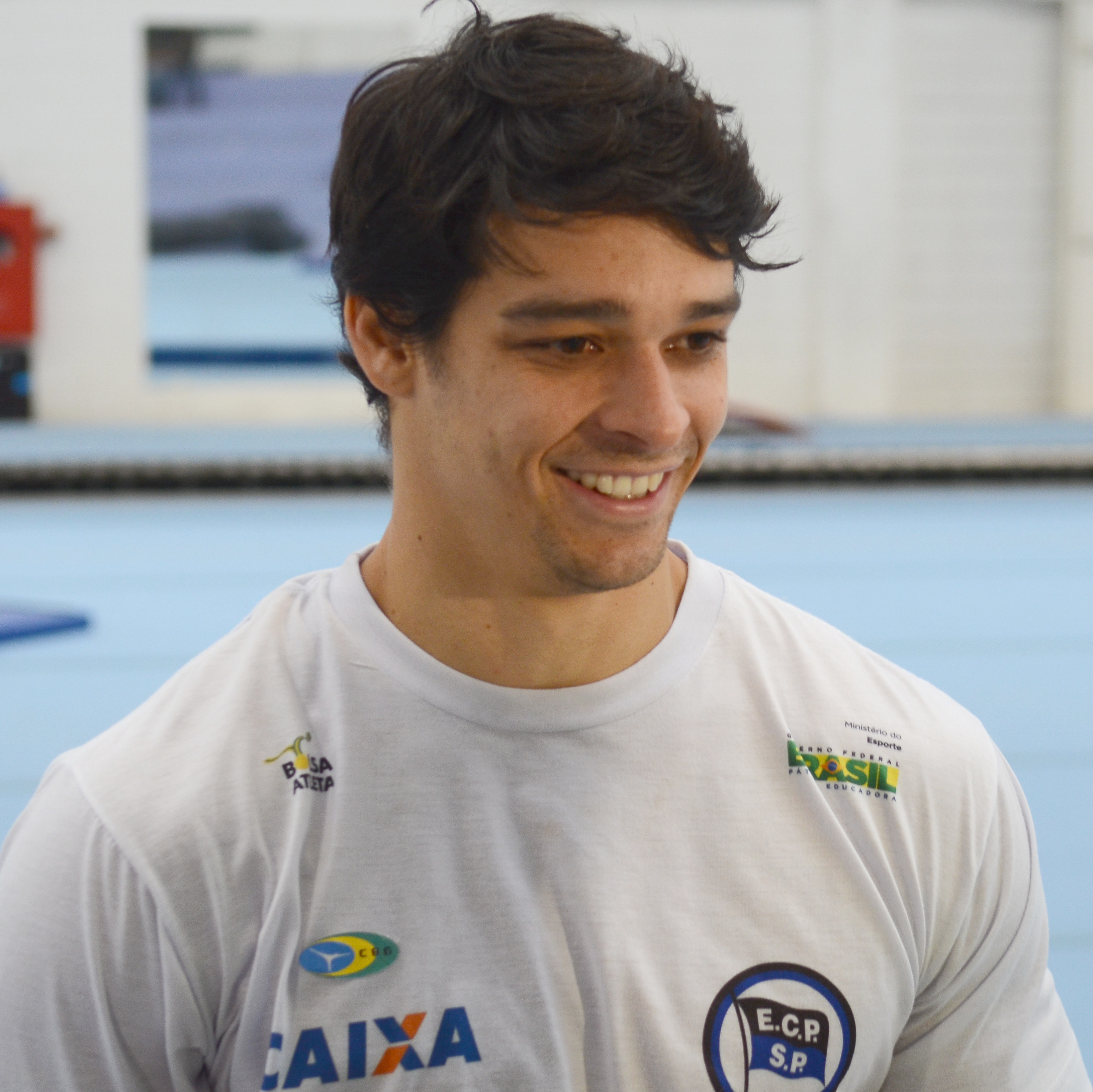
Ginasta Francisco Barretto em 2016

Precursora da ginástica olímpica, a "ginástica de aparelhos e solo" do Esporte Clube Pinheiros tornou-se oficial em 1953. A Federação Paulista de Ginástica só seria criada em 1956 a partir de seu desmembramento da Federação Paulista de Ginástica e Halterofilismo.
Nas décadas de 50 e 60, além do caráter competitivo, a ginástica olímpica tinha também um caráter de espetáculo, sendo muito requisitada para demonstrações em ocasiões festivas. João Vicente Confessori Machado, destaca-se como único atleta benemérito da modalidade.
Internacionalmente, há algum tempo a modalidade passou da antiga denominação Ginástica Olímpica para Ginástica Artística. No Brasil, somente a partir de 2006 é que a Confederação Brasileira de Ginástica oficializou a nova denominação. Hoje, a Ginástica Rítmica, a Ginástica Acrobática e a Ginástica Artística são modalidades olímpicas, sendo que apenas a última é praticada no ECP.
A história da Ginástica Artística do ECP conta com a referência de técnicos e atletas renomados  como Daiane dos Santos, Artur Nory,Francisco Barreto Júnior, entre outros.
Hoje os pinheirenses têm acesso a um dos ginásios mais modernos do País.

## Judô
O judô foi introduzido no 

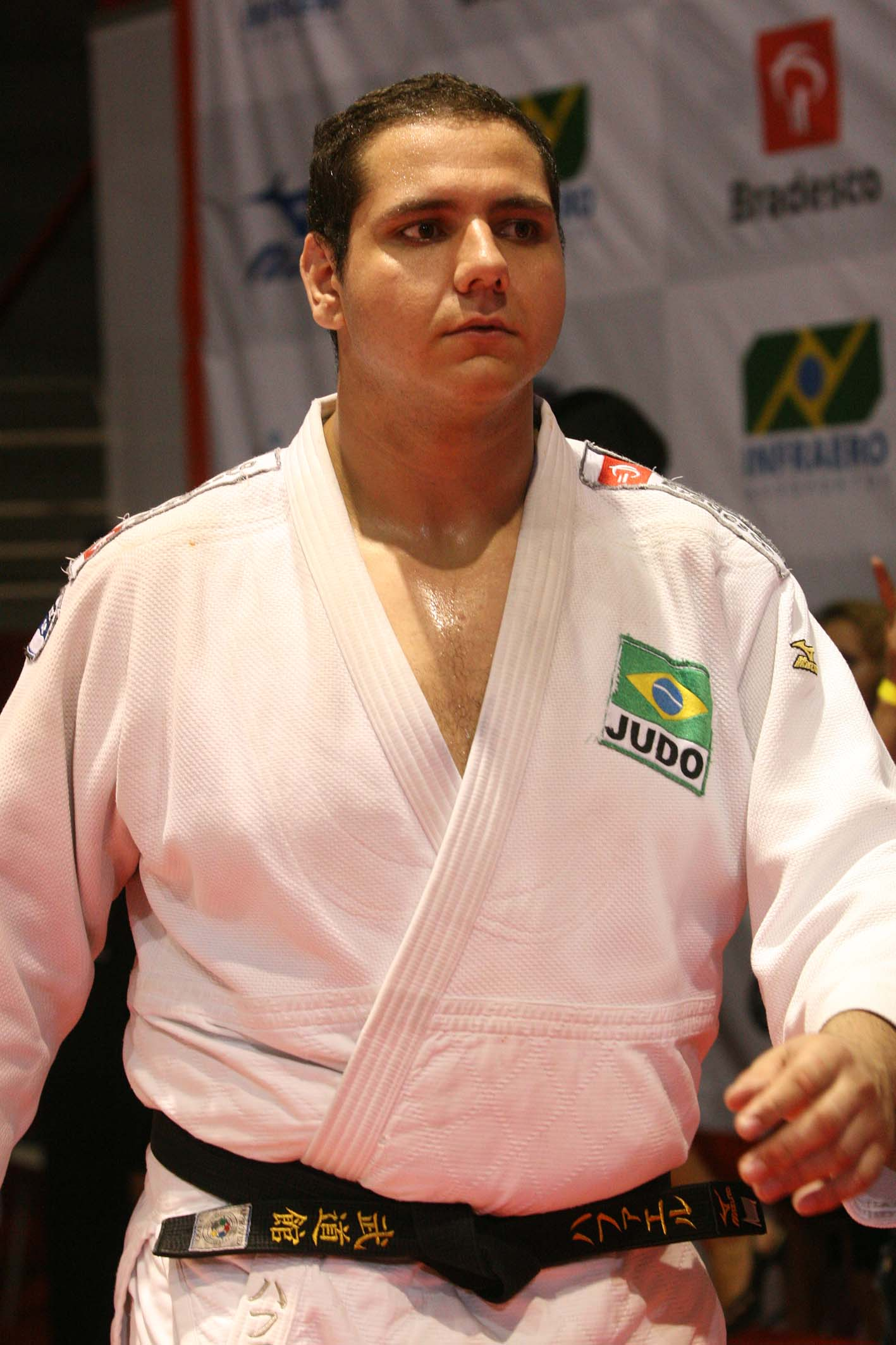
Judoca Rafael Silva, o Baby

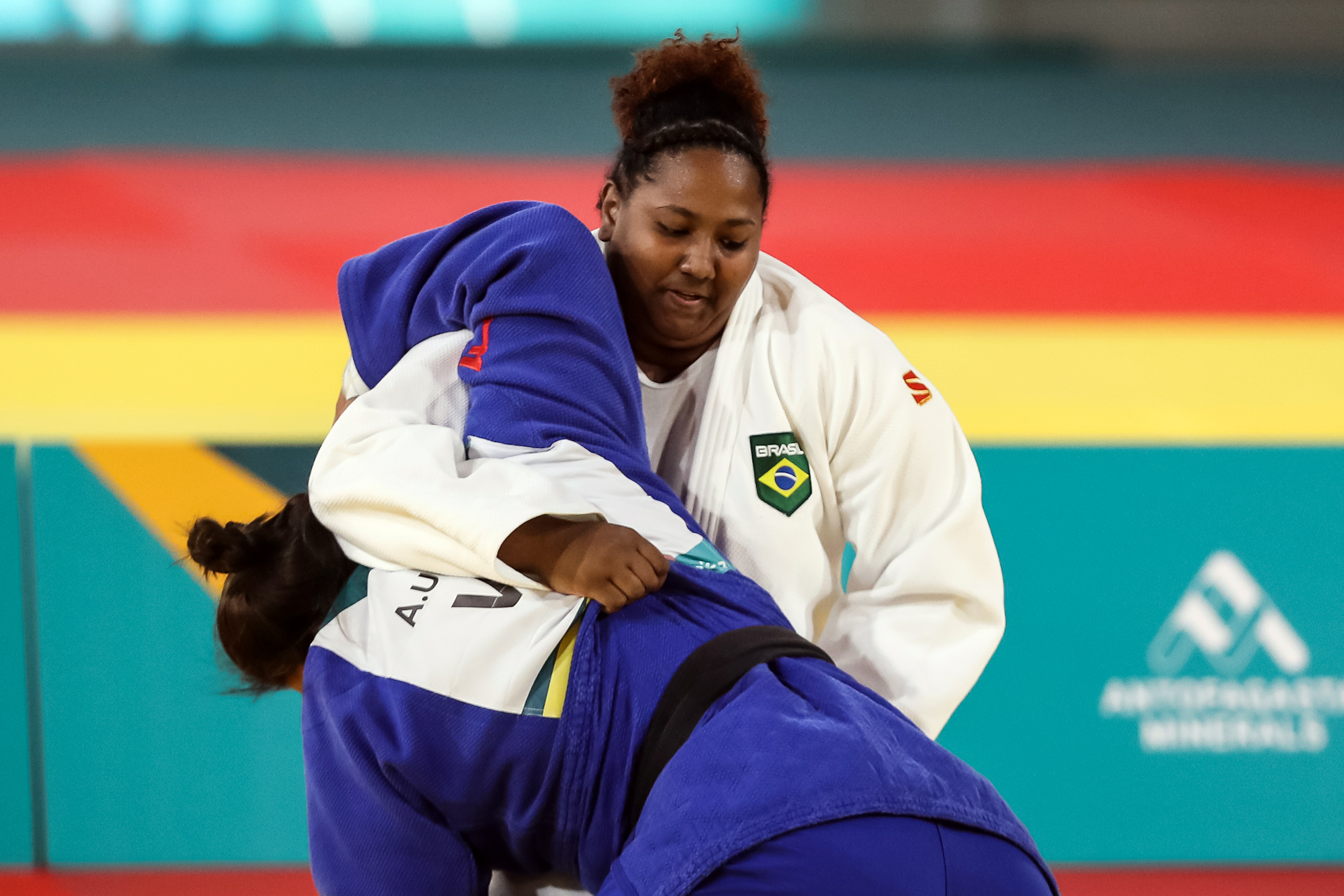
Beatriz Souza em 2023

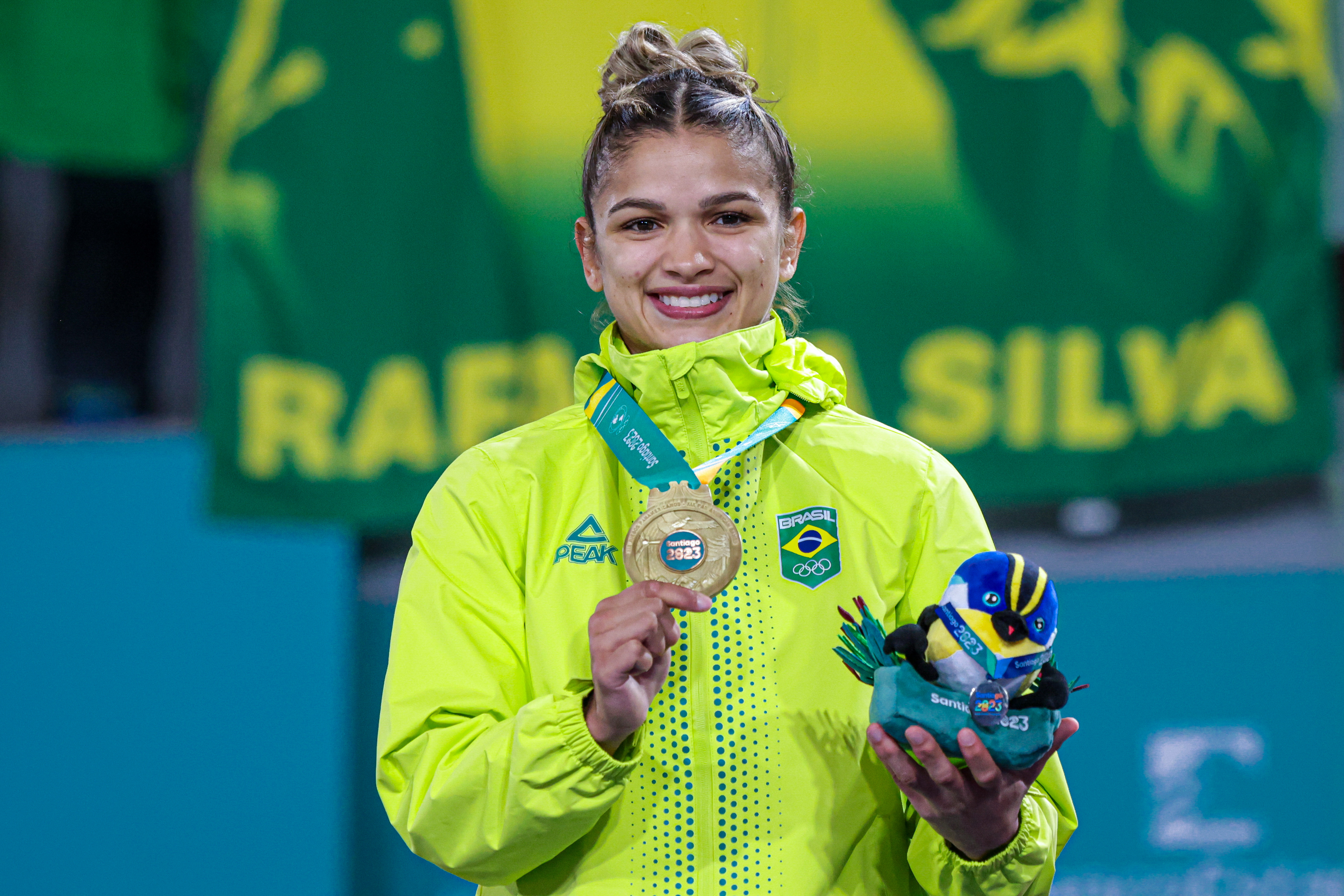
Larissa Pimenta em 2023

clube em 1949, filiando-se primeiramente à Federação Paulista de Pugilismo. Em 1958, o Pinheiros participou da fundação da Federação Paulista de Judô e, mais tarde, da Confederação Brasileira de Judô.
Até a inauguração do ginásio atual em 1964, o judô foi praticado em diversos lugares: na sede da rua Dom José de Barros, no clube alemão da Praça Roosevelt, no Instituto Jaguaribe (Santa Cecília) e na antiga casa de barcos.
Logo no início Arsênio Costa Vasconcellos Martins levantou consecutivamente campeonatos paulistas e brasileiros desde 1949 até 1958. Outros destaques da época foram Angelo Zaparolli, Sérgio Borges, Femando Borges, Durval Castro e Silva, Mário Costa, Albrecht Henel, entre outros.
Diretores como José de Barros, Sílvio Silva, Dario Ferraz, Alexandre Alvarez e Edgar Ozon ajudaram a impulsionar a prática desse esporte no Clube. Também contou para o desenvolvimento da modalidade a qualidade de seus técnicos como Seysetsuo Fukaya e João Gonçalves.
O Pinheiros teve importante participação no desenvolvimento desse esporte em São Paulo e juntamente com o Paulistano e o Clube Linense fundou a Federação Paulista de Judô em 1958.
A partir de 1981 o ECP esteve sempre entre os primeiros colocados nos campeonatos brasileiros e nas competições de âmbito internacional. Nos 18 campeonatos brasileiros de 1981 a 1998, o clube conquistou dez por equipes e nos anos em que não conseguiu o ouro, trouxe prata ou bronze.
Atualmente o judô do Pinheiros tem um grande nível técnico e realiza intercâmbios com vários países para aperfeiçoar seu desempenho. 
Dos atletas atuais destacam-se Rafael Silva, o Baby  medalhista de bronze nos jogos olímpicos Londres 2012, Rio 2016 e Paris 2024, Beatriz Souza, medalhista de ouro nos jogos olímpicos Paris 2024, Larissa Pimenta, medalhista de bronze nos jogos olímpicos Paris 2024 e Willian Lima, medalhista de prata nos jogos olímpicos Paris 2024.

## Levantamento de peso

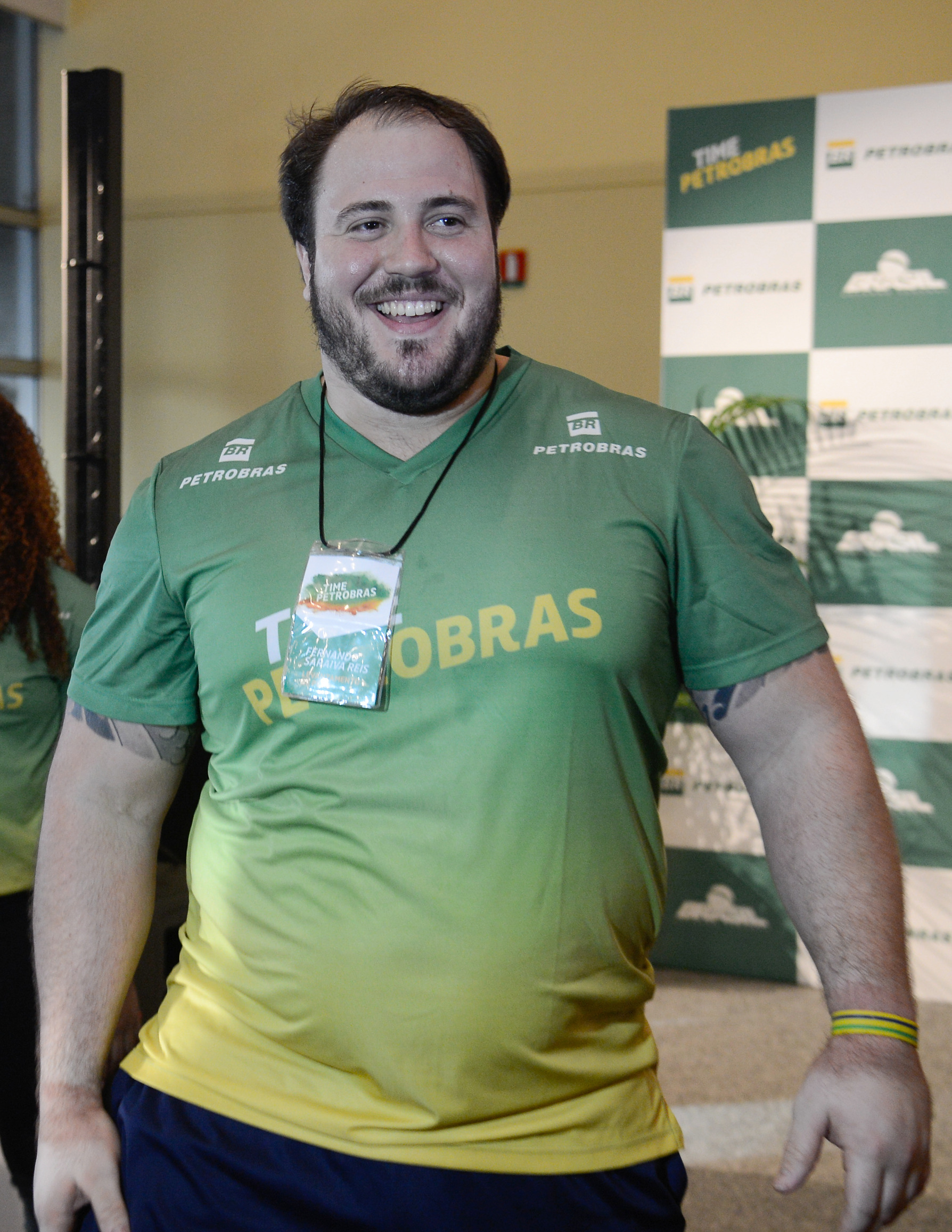
Fernando Saraiva Reis em 2016

O 1º salão equipado para a prática do então chamado "halterofilismo" do Pinheiros foi inaugurado em 1958. Antes disso foi praticado na sede da Rua Dom José de Barros e em um ginásio improvisado na antiga Casa de Barcos.
O contínuo aprimoramento técnico levou o Levantamento de Peso do Pinheiros a vários títulos em Campeonatos Brasileiros, Sul-americanos e  Pan-americanos, além de participações de 4 atletas e 2 técnico em Olimpíadas.
Na olimpíada de Melbourne, 1956, Américo Ayala Ferreira representou o Pinheiros na modalidade pela primeira vez, depois foi a vez de Bruno Barabani como técnico.  Para Barcelona, 1988, partiram Edvaldo Aparecido dos Santos  e Edmilson da Silva Dantas, que participou ainda como atleta da Olimpíada de Barcelona, 1992 e Atlanta, 1996 e como técnico em Pequim, 2008. Fernando Saraiva Reis participou da Olimpíada de Londres, 2012 e Rio de Janeiro, 2016.

## Polo aquático
O polo aquático foi fundado em 1949 por atletas da natação. A estreia em competições oficiais aconteceu em dezembro de 1952. A década de 50 transcorreu com diversas vitórias em campeonatos paulistas, sempre em disputas acirradas com o Floresta, atual Esperia, e o Tietê.
Em 1963, uma equipe predominantemente pinheirense conquistou o maior título alcançado até então pelo polo aquático nacional que foi o primeiro lugar nos Jogos Pan-Americanos realizado em São Paulo.
No masculino principal, em 2002 venceram o Campeonato Pan-americano júnior e até 2006 conquistaram 24 Campeonatos Paulistas e 6 campeonatos Brasileiros.
Até 2012, venceu 2 vezes o Troféu João Havelange.
O Polo Aquático feminino começou no Pinheiros somente em 1991 e até 2006 foi bicampeão paulista, tricampeão do Troféu Brasil e bicampeão do Troféu João Havelange.
Na Liga Mundial de 2006 nos EUA, o Pinheiros cedeu para a seleção brasileira feminina 8 atletas e 2 técnicos e na seleção masculina 5 atletas.
- Títulos nacionais masculinos:

Campeonato: 2004, 2007, 2008, 2009, 2010, 2018
Taça: 1992, 2003, 2005
- Títulos nacionais femininos

Campeonato: 2004, 2005, 2006, 2007, 2008, 2009, 2011, 2012, 2013, 2014
Taça: 2002, 2004, 2005, 2006, 2007, 2008, 2009, 2010, 2012, 2013, 2014, 2015

## Tênis

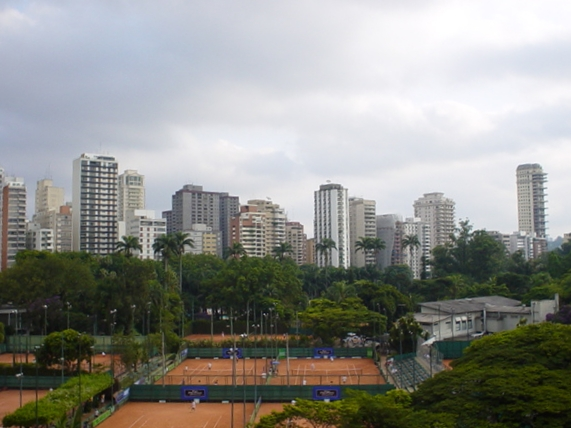
Quadras de tênis do Pinheiros

O Pinheiros tem o tênis como um dos esportes mais procurados para a pratica por seus associados, além de vários atletas profissionais da modalidade terem representado o clube e treinado em sua sede em diversos momentos de sua história. 
O clube também já sediou importantes campeonatos do tênis brasileiro como o Brasil Open de 2017 , a 22ª edição da Fed Cup, torneio de tênis feminino mais importante por nações, dos dias 15 a 22 de julho do ano de 1984  e o  Banana Bowl que é um torneio de tênis da série juvenil da ITF e da Confederação Sul-Americana de Tênis (COSAT), o qual o clube realizou a primeira edição e diversas edições posteriores. 
Atualmente em sua sede o Pinheiros possui duas quadras coberta de saibro, duas quadras rápidas (quadra dura) e mais de quinze quadras de saibro descobertas que estão disponíveis para o uso de seus atletas e associados.

### Ídolos pinheirenses no tênis

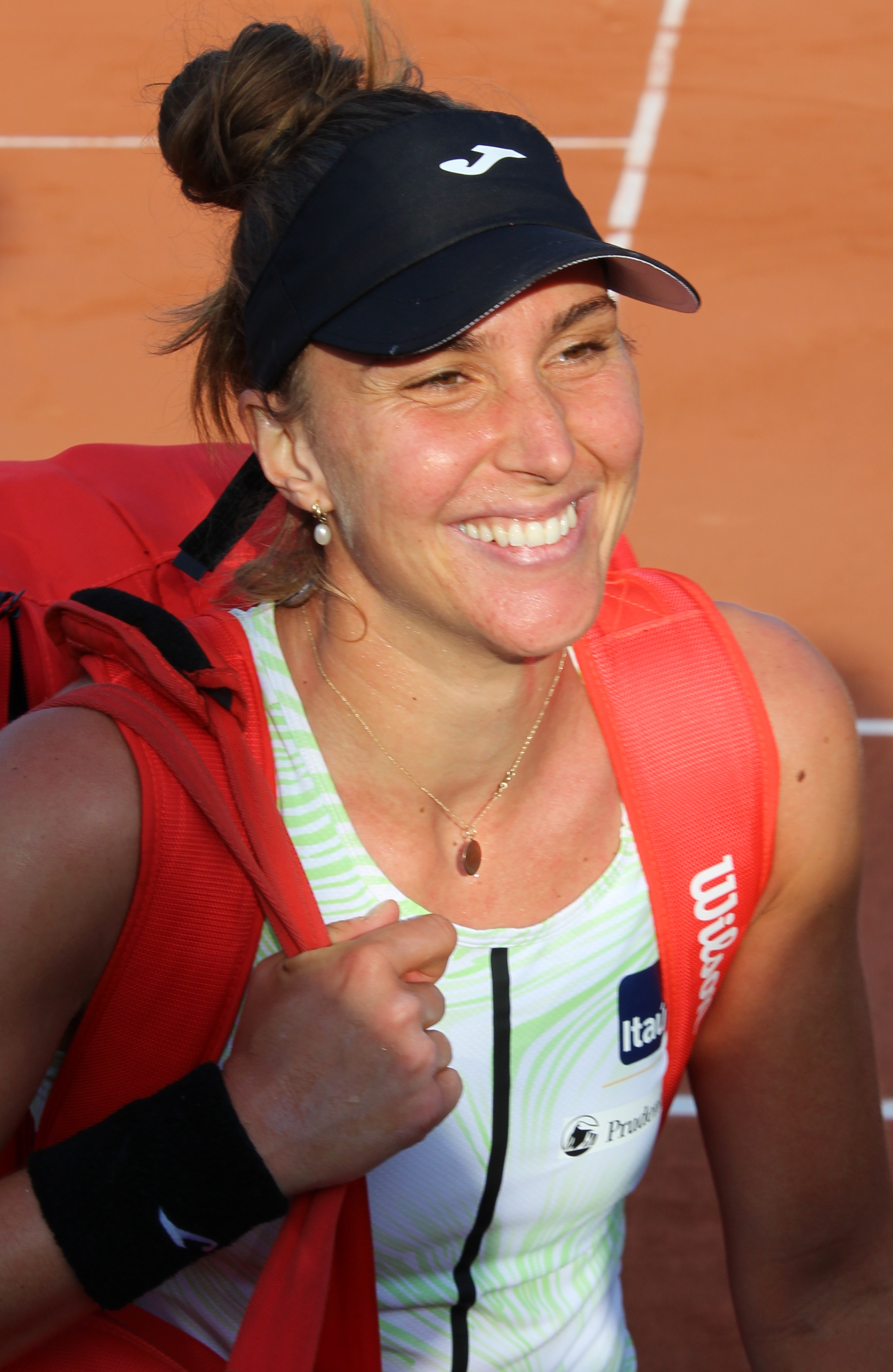
Beatriz Haddad Maia, tenista que fez parte de sua formação no Pinheiros

Entre os ídolos do tênis do Pinheiros estão a tenista Vera Cleto Giugni uma das Atletas beneméritas do clube que disputou o campeonato de Wimbledon e o Aberto da França ( Roland-Garros) sendo considerada uma das melhores tenistas  da América do Sul quando jogava, Ingrid Metzner natural do Rio de Janeiro que treinou desde os nove anos de idade no Pinheiros fazendo história como a primeira mulher brasileira a disputar o  Torneio de Wimbledon e o Aberto da França ( Roland-Garros) tendo formado dupla com  Maria Esther Bueno nos jogos Pan-Americanos de 1955, no qual ela conquistou o terceiro lugar, levando a medalha de bronze, tanto no torneio de simples quanto no de duplas, Sylvia Nieszner Villari que conquistou  o Campeonato Paulista de tênis feminino  na categoria Juvenil, em 1943, e o bronze em duplas no campeonato Pan-Americano de tênis no ano de 1951, em São Paulo. Mais recentemente destacam-se a jovem tenista Camila Bossi, que tem como principais conquistas o primeiro lugar em duplas e o segundo na disputa simples do Campeonato Banana Bowl e na Copa Gerdau, em 2015  e a brasileira Beatriz Haddad Maia, paulistana, ex número 10 do mundo em simples e duplas, finalista em duplas no Australian Open com Anna Danilina em 2022 e semifinalista em simples no Aberto da França ( Roland-Garros) de 2023 que fez parte de sua formação no tênis do pinheiros.

## Esportes paralímpicos
O Pinheiros apoia atletas de modalidades paralimpicas como o remo e o atletismo. O paraibano   Petrúcio Ferreira dos Santos, velocista, recordista mundial e medalhista nos jogos paralímpicos é um dos idolos pinheirenses. 

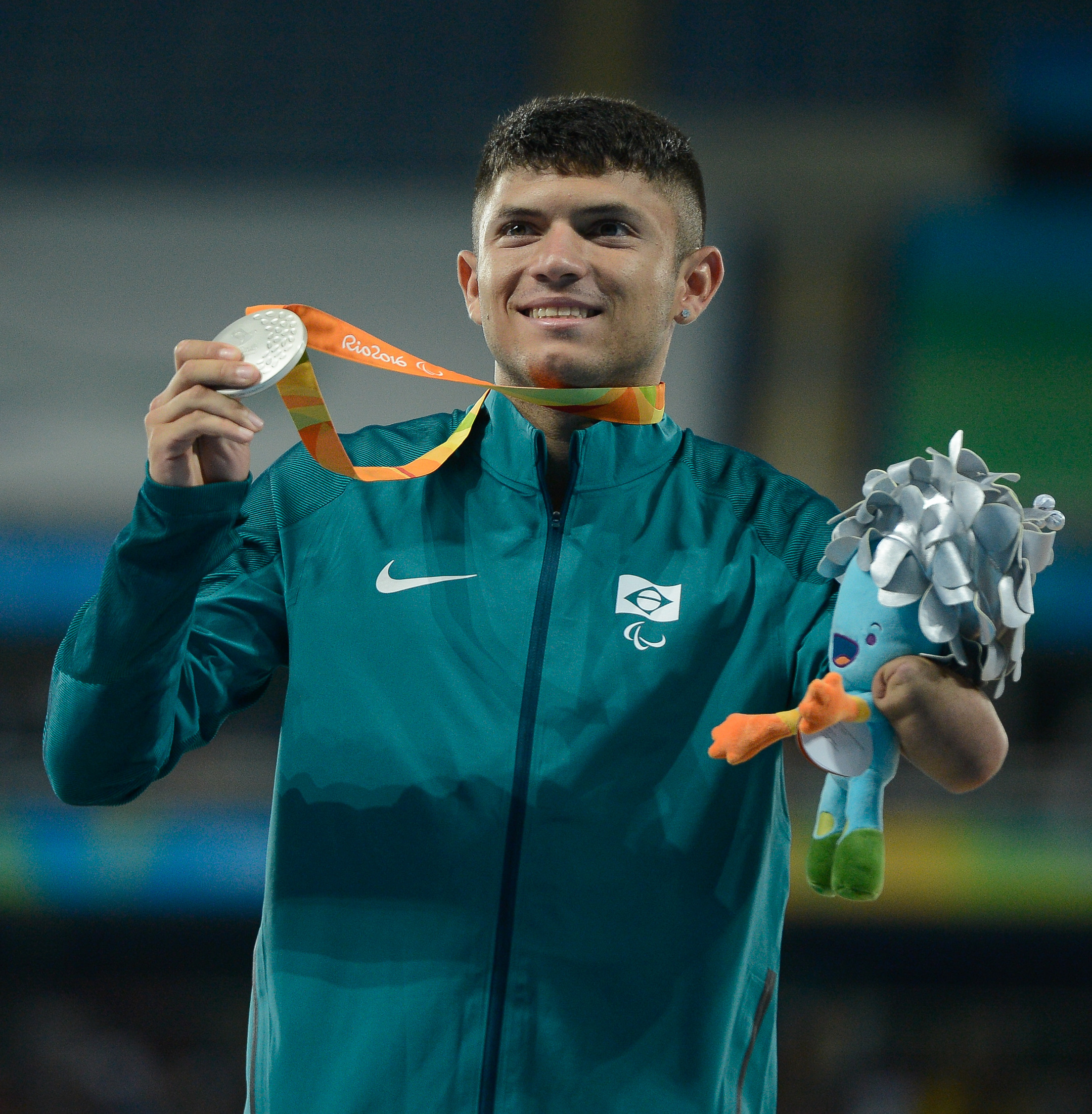
Petrúcio recebendo uma medalha nos jogos paralímpicos Rio 2016